# Canton de Saint-Laurent-sur-Gorre
Le canton de Saint-Laurent-sur-Gorre est une ancienne division administrative française située dans le département de la Haute-Vienne et la région Nouvelle-Aquitaine. À la suite du redécoupage cantonal de 2014, le canton est fondu dans celui de Rochechouart.

## Géographie
Ce canton était organisé autour de Saint-Laurent-sur-Gorre dans l'arrondissement de Rochechouart. Son altitude variait de 171 m (Cognac-la-Forêt) à 418 m (Cognac-la-Forêt) pour une altitude moyenne de 344 m.
Il était intégré au parc naturel régional Périgord-Limousin.

## Représentation

### Conseillers généraux de 1833 à 2015
| Période | Période      | Identité                                   | Étiquette              | Qualité                                                                                                  |
| ------- | ------------ | ------------------------------------------ | ---------------------- | --- |
| 1833    | 1845 (décès) | Pierre-Alpinien Bourdeau                   | Majorité ministérielle | Pair de France (1837-1845) Ministre (mai à août 1929) Député (1815-1837)                                 |
| 1845    | 1848         | Pierre-Joseph-Etienne Delavaud             |                        | Juge d'instruction à Rochechouart                                                                        |
| 1848    | 1852         | Jean-Philibert Descubes du Châtenet        |                        | Avocat à Limoges                                                                                         |
| 1852    | 1858         | Alpinien Bourdeau                          |                        | Propriétaire du château, maire de Cognac-la-Forêt                                                        |
| 1858    | 1867         | Charles-Jacques Toussaint de La Boulinière |                        | Avocat à la Cour royale et au Conseil d'État                                                             |
| 1867    | 1884 (décès) | Jacques Jean-Baptiste Goursaud             | Droite                 | Colonel d'artillerie (spahis)                                                                            |
| 1884    | 1886         | Aristide Braud                             | Républicain            | Médecin Maire de Saint-Laurent-sur-Gorre, conseiller d'arrondissement                                    |
| 1886    | 1904         | Vicomte Henry Marie de Frédy               | Conservateur           | Propriétaire, ancien auditeur au Conseil d'État Maire de Saint-Auvent                                    |
| 1904    | 1920         | Laurent Descubes                           | Républicain            | Marchand de vin, cafetier Maire de Saint-Laurent-sur-Gorre                                               |
| 1920    | 1935 (décès) | Louis Descubes (fils du précédent)         | PRS                    | Médecin Député (1928-1932) Maire de Saint-Laurent-sur-Gorre (1919-1935)                                  |
| 1935    | 1940         | Pierre Descubes                            | PRS                    | Maire de Saint-Laurent-sur-Gorre                                                                         |
|         |              |                                            |                        | |
| 1942    | 1945         | Joseph Pouyol (1907-1982)                  |                        | Médecin Maire de Saint-Laurent-sur-Gorre Nommé conseiller départemental en 1942                          |
|         |              |                                            |                        | |
| 1945    | 1949         | Alexandre Gérald                           | SFIO                   | Charron Maire de Cognac-le-Froid (1945-1953), ancien conseiller d'arrondissement                         |
| 1949    | 1955         | Léon Litaud                                | SFIO                   | Boulanger à Saint-Laurent-sur-Gorre                                                                      |
| 1955    | 1992         | Charles Descubes                           | DVD                    | Docteur en médecine et éleveur à Saint-Laurent-sur-Gorre                                                 |
| 1992    | 2004         | Alain Blond                                | DVD                    | Médecin Maire de Saint-Laurent-sur-Gorre Président de la Communauté de communes de la Vallée de la Gorre |
| 2004    | 2011         | Christian Groleau                          | DVD                    | Mécanicien Maire de Saint-Auvent                                                                         |
| 2011    | 2015         | Yves Raymondaud                            | PS                     | Retraité Ancien Conseiller municipal de Saint-Auvent Elu en 2015 dans le Canton de Rochechouart          |

### Conseillers d'arrondissement (de 1833 à 1940)
Le canton de Saint-Laurent avait deux conseillers d'arrondissement.
| Période                                  | Période          | Identité                                      | Étiquette   | Qualité |
| ---------------------------------------- | ---------------- | --------------------------------------------- | ----------- | --- |
| 1833                                     | 1848             | M. Planteau-Manmaran                          |             | Maire de Saint-Laurent-sur-Gorre                                                                            |
| 1833                                     | 1839 (décès)     | François-Xavier Vignaud-d'Essenat (1768-1839) |             | Propriétaire du château d'Essenac, maire de Saint-Cyr                                                       |
| 1839                                     | 1848             | M. Vignaud d'Essenat                          |             | Maire de Saint-Cyr                                                                                          |
|                                          |                  |                                               |             | |
|                                          | 1884 (démission) | Aristide Braud                                | Républicain | Médecin à Saint-Laurent-sur-Gorre                                                                           |
|                                          |                  |                                               |             | |
|                                          | 1937             | M. Leboucet                                   | PRS         | |
| 1937                                     | 1940             | Alexandre Gérald (1889-1975)                  | SFIO        | Charron, maire de Cognac-le-Froid (1935-1941 et 1945-1953)                                                  |
| 1940                                     |                  |                                               |             | Les conseils d'arrondissement ont été suspendus par la loi du 12 octobre 1940 et n'ont jamais été réactivés |
| Les données manquantes sont à compléter. |                  |                                               |             | |

## Composition
Le canton de Saint-Laurent-sur-Gorre groupe 6 communes et compte 4 666 habitants au recensement de 2010.
| Communes                | Population (2012) | Code postal | Code Insee |
| ----------------------- | ----------------- | ----------- | ---------- |
| Cognac-la-Forêt         | 1 026             | 87310       | 87046      |
| Gorre                   | 395               | 87310       | 87073      |
| Saint-Auvent            | 939               | 87310       | 87135      |
| Saint-Cyr               | 722               | 87310       | 87141      |
| Saint-Laurent-sur-Gorre | 1 393             | 87310       | 87158      |
| Sainte-Marie-de-Vaux    | 191               | 87420       | 87162      |

## Démographie
| 1962  | 1968  | 1975  | 1982  | 1990  | 1999  | 2006  | 2010  |
| ----- | ----- | ----- | ----- | ----- | ----- | ----- | ----- |
| 3 834 | 4 362 | 3 975 | 4 148 | 4 285 | 4 275 | 4 661 | 4 166 |